# Hoja nasal

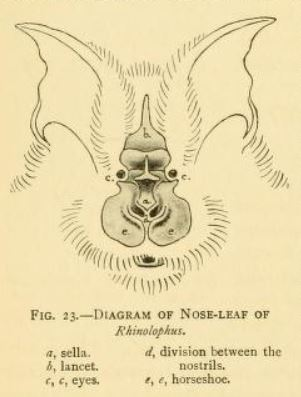
Diagrama de la hoja nasal de un murciélago de herradura

Una nariz de hoja, u hoja nasal, es una estructura nasal a menudo grande, con forma de lanza, que se encuentra en los murciélagos de las familias Phyllostomidae, Hipposideridae y Rhinolophidae. Debido a que estos murciélagos ecolocalizan nasalmente, se cree que esta hoja nasal desempeña un papel en la modificación y dirección de la llamada de ecolocalización. 
La forma de la hoja nasal puede ser importante para identificar y clasificar a los murciélagos.Además, la forma de la hoja nasal puede identificar el comportamiento del propio murciélago; por ejemplo, en las familias que tienen nariz de hoja, los experimentos han demostrado que actúa como un deflector y enfoca sus rayos de emisión. 